# Kampur Town
Kampur Town là một thị trấn thống kê (census town) của quận Nagaon thuộc bang Assam, Ấn Độ.

## Nhân khẩu
Theo điều tra dân số năm 2001 của Ấn Độ, Kampur Town có dân số 5408 người. Phái nam chiếm 52% tổng số dân và phái nữ chiếm 48%. Kampur Town có tỷ lệ 75% biết đọc biết viết, cao hơn tỷ lệ trung bình toàn quốc là 59,5%: tỷ lệ cho phái nam là 79%, và tỷ lệ cho phái nữ là 71%. Tại Kampur Town, 10% dân số nhỏ hơn 6 tuổi.